# 弗登特群島
54°0′S 38°9′W / 54.000°S 38.150°W
弗登特群島（英語：Verdant Islands）是南極洲的群島，位於南喬治亞群島，屬於威利斯群島的一部分，在1930年由英國探險隊命名，該群島由英國海外領土管轄。
.